# Charles Tanguy
Charles Tanguy (* um 1845 in Frankreich; Todesdatum unbekannt) war ein französisch-kanadischer Hornist, Komponist und Musikpädagoge.

## Leben und Wirken
Tanguy studierte an der Académie de Valenciennes und am Conservatoire de Paris. Er war Mitglied des Orchesters von Jules Pasdeloup und des Orchesters des Théâtre-Lyrique in Paris. Während des Deutsch-Französischen Krieges war er Kapellmeister in einem Regiment. Später spielte er in Orchestern in England, Schottland, Irland, der Schweiz sowie im Orchester des Pariser Théâtre-Italien, war Leiter der Société chorale de St-Quentin und unterrichtete zunächst am Konservatorium von Valenciennes, dann am Konservatorium von Bordeaux.
Als Erster Hornist der Opéra français nahm er an einem Gastspiel in New Orleans teil. 1907 übersiedelte er nach Montreal, wo er als Lehrer für Blasinstrumente, Violine, Klavier und Gesang wirkte. Zu seinen Schülern zählten Jean-Josaphat und Guillaume Gagnier.
Tanguy komponierte Balladen, Klavierstücke und patriotische Gesänge. Canadien toujours! (nach einem Text von Gaston Leury, 1907) und Patrie (Text von Albert Ferland, 1909) erfreuten sich großer Popularität.

## Quelle
- Charles Tanguy. In:  Encyclopedia of Music in Canada. herausgegeben von The Canadian Encyclopedia (englisch, französisch).

| Personendaten    | Personendaten                                                |
| ---------------- | ------------------------------------------------------------ |
| NAME             | Tanguy, Charles                                              |
| KURZBESCHREIBUNG | französisch-kanadischer Hornist, Komponist und Musikpädagoge |
| GEBURTSDATUM     | um 1845                                                      |
| GEBURTSORT       | Frankreich                                                   |
| STERBEDATUM      | 20. Jahrhundert                                              |